# Tropidophorus hangnam
Espèce
Tropidophorus hangnam est une espèce de sauriens de la famille des Scincidae.

## Systématique
L'espèce Tropidophorus hangnam a été décrite en 2005 par Yodchaiy Chuaynkern (d) (1973-), Jarujin Nabhitabhata (d) (1950-2008), Chantip Inthara (d), Mongkol Kamsook (d) et Kittisak Somsri (d).

## Répartition
Cette espèce est endémique de la province de Chaiyaphum en Thaïlande.

## Étymologie
Le nom spécifique hangnam vient du thaïlandais hang, la queue, et de nam, l'épine, en référence à l'aspect de ce saurien.

## Publication originale
- Chuaynkern, Nabhitabhata, Inthara, Kamsook & Somsri, 2005 : « A New Species of the Water Skink Tropidophorus (Reptilia: Squamata: Scincidae) from Northeast Thailand ». The Thailand Natural History Museum Journal, vol. 1, no 2, p. 165-176.